# Anton Boller
Anton Boller (* 2. Jänner 1811 in Krems an der Donau; † 19. Januar 1869 in Wien) war ein österreichischer Philologe und Hochschullehrer.

## Leben
Boller studierte zunächst Medizin, doch wandte er sich den Sprachwissenschaften zu und beschäftigte sich insbesondere mit Sanskrit. An der Universität Wien übernahm er 1845 eine Stelle als Privatdozent für Sanskrit. 1848 wurde er in die Österreichische Akademie der Wissenschaften als korrespondierendes und 1857 als wirkliches Mitglied aufgenommen. 1850 wurde er zum außerordentlichen und 1855 zum ordentlichen Professor ernannt. Er lehrte vergleichende Sprachwissenschaften und Sanskrit. Boller veröffentlichte unter anderem über finno-ugrische Sprachen.

## Schriften (Auswahl)
- Ausführliche Sanskrit-Grammatik für den öffentlichen und Selbstunterricht, 1848
- Über die Verbalbildung, 1850